# Bansi
Bansi là một thành phố và là nơi đặt ban đô thị (municipal board) của quận Siddharthnagar thuộc bang Uttar Pradesh, Ấn Độ.

## Địa lý
Bansi có vị trí 24°52′B 78°29′Đ / 24,87°B 78,48°Đ Nó có độ cao trung bình là 370 mét (1213 foot).

## Nhân khẩu
Theo điều tra dân số năm 2001 của Ấn Độ, Bansi có dân số 35.628 người. Phái nam chiếm 52% tổng số dân và phái nữ chiếm 48%. Bansi có tỷ lệ 54% biết đọc biết viết, thấp hơn tỷ lệ trung bình toàn quốc là 59,5%: tỷ lệ cho phái nam là 63%, và tỷ lệ cho phái nữ là 44%. Tại Bansi, 18% dân số nhỏ hơn 6 tuổi.